# بیست (اردوباد)
بیست (به لاتین: Bist) یک منطقه مسکونی در جمهوری آذربایجان است که در شهرستان اردوباد واقع شده است. بیست ۴۸۳ نفر جمعیت دارد.